# Georg Löwisch

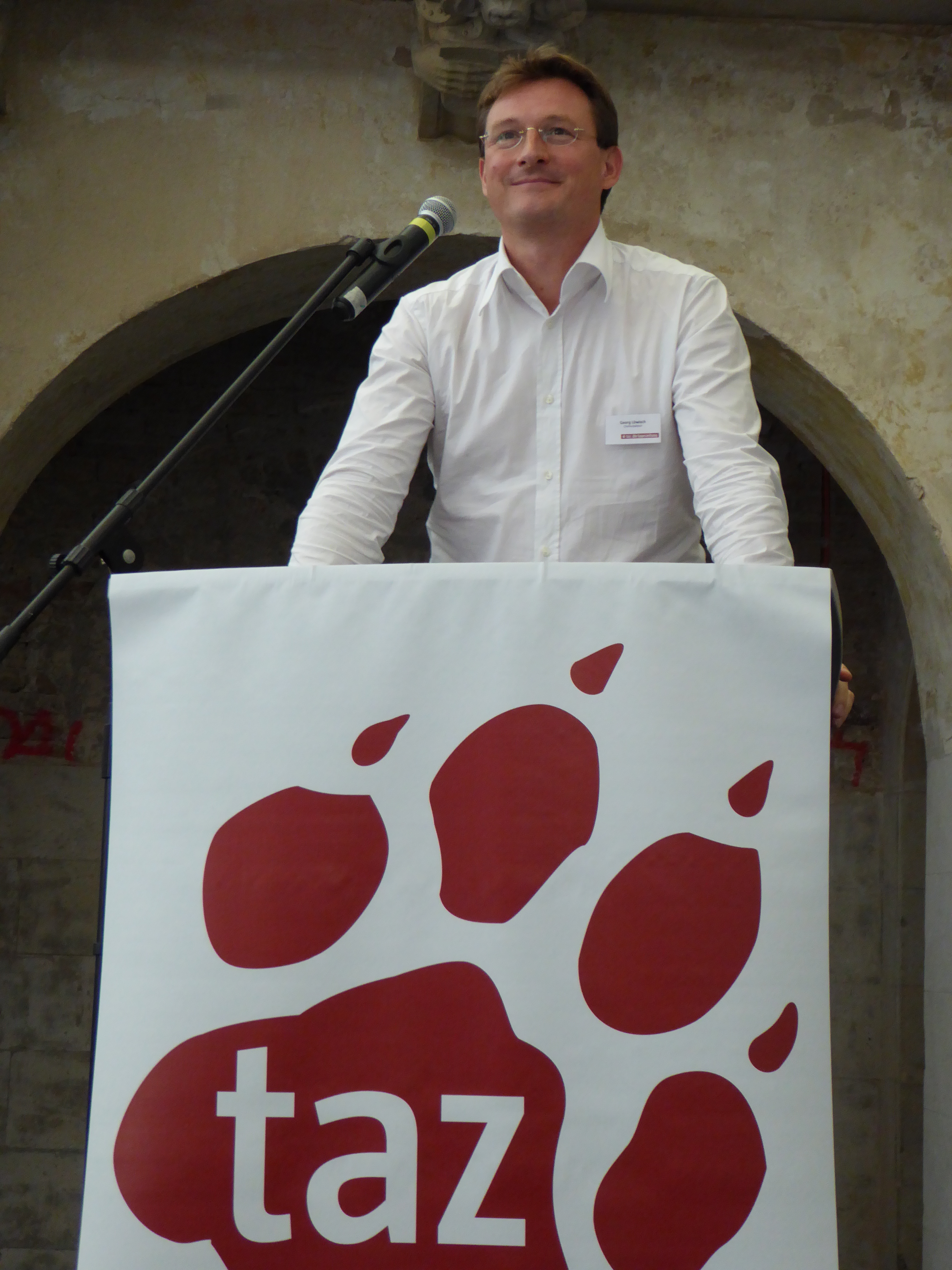
Georg Löwisch im September 2015

Georg Löwisch (* 1974 in Freiburg im Breisgau) ist ein deutscher Journalist. Seit Mai 2024 ist er Leiter des neuen gemeinsamen Ressorts Politisches Feuilleton von Die Zeit und Zeit Online.

## Familie
Georg Löwisch ist der Sohn der ehemaligen CDU-Bundestagsabgeordneten Sigrun Löwisch und des Rechtswissenschaftlers Manfred Löwisch. Seine Schwester Henriette Löwisch leitet seit 2017 die Deutsche Journalistenschule.

## Karriere
Löwisch volontierte ab 1998 bei der taz. Nach dem Studium an der Universität Leipzig arbeitete er ab 2001 bei der taz als Redakteur der Reportageseite. 2005 wurde er Inlandsreporter und ab 2009 Ressortleiter der neu gegründeten sonntaz. Seit 2012 war er als Textchef bei der politischen Zeitschrift Cicero tätig. Von September 2015 bis April 2020 war er Chefredakteur der Tageszeitung (taz).
Im Januar 2020 wurde bekannt, dass Löwisch die taz Ende April 2020 verlassen würde, um Chefredakteur von Christ & Welt, den Extraseiten der Wochenzeitung Die Zeit für Glaube, Geist und Gesellschaft, sowie Autor des Blattes zu werden. Diese Position hatte er von Juli 2020 bis April 2024 inne. Im Mai 2024 wurde er Ressortleiter des neuen gemeinsamen Politischen Feuilletons von Die Zeit und Zeit Online.

## Auszeichnungen
- 2007: Medienpreis des Deutschen Roten Kreuzes für das taz-Porträt Eine Soldatin will den Krieg nicht[14]
- 2009: Hessischer Journalistenpreis für das Porträt Der Gewinner über den SPD-Politiker Thorsten Schäfer-Gümbel[15]
- 2015: Nominierung für den Medienpreis des Deutschen Bundestages für die Reportage Der Abfracker über die Auseinandersetzung um das Fracking[16]
- 2019: LeadAward in Silber in der Kategorie Blattmacher/in des Jahres: Zeitung überregional.[17][18]
- 2019: Journalist des Jahres des Medium Magazin in der Kategorie Chefredaktion national.[19][20]